# WWE Network
WWE Network jest serwisem subskrypcyjnym video prowadzonym przez WWE, używając wcześniej infrastruktury z Major League Baseball Advanced Media i BAMTech, zanim Endeavor Streaming przejęło obsługę techniczną usługi w 2019 roku. Koncept został oryginalnie stworzony w 2011. 8 stycznia 2014, WWE ogłosiło, że serwis rozpocznie działalność 24 lutego w Stanach Zjednoczonych. Federacja oznajmiła 31 lipca, że serwis zacznie być również dostępny w Australii, Kanadzie, Hongkongu, Meksyku, Hiszpanii, Turcji i krajach nordyckich, wraz z innymi krajami (oprócz Wielkiej Brytanii i Irlandii), zaczynając od 17 sierpnia. Serwis uruchomiono w Wielkiej Brytanii i Irlandii tydzień wcześniej niż planowano, 13 sierpnia 2015, po opóźnieniu z października zeszłego roku, a także niespodziewanie pojawiło się we Włoszech, Zjednoczonych Emiratach Arabskich, Niemczech, Japonii, Indiach, Chinach, Tajlandii, Filipinach i Malezji. WWE Network składa się z 24-godzinnego bloku programowego oraz „video na żądanie” z biblioteki WWE.
Począwszy od 2021 roku WWE zaczęło wycofywać WWE Network jako samodzielną usługę na niektórych rynkach, przenosząc swoją bibliotekę treści do krajowych usług przesyłania strumieniowego należących do lokalnych posiadaczy praw (takich jak Peacock w Stanach Zjednoczonych, Binge w Australii i Disney+ na niektórych rynkach azjatyckich). W 2024 roku WWE ogłosiło 10-letnią umowę dotyczącą praw z Netflixem, która obejmuje prawa międzynarodowe do wszystkich cotygodniowych programów WWE, Premium Live Events, oryginalnych seriali i nadchodzących projektów od 2025 roku. W rezultacie WWE Network zaprzestało samodzielnej działalności w zdecydowanej większości pozostałych krajów od 1 stycznia 2025 roku. Sieć pozostaje aktywna przez nieokreślony czas na niewielkiej liczbie terytoriów, na których umowa Netflix nie weszła w życie natychmiast ze względu na istniejące wcześniej umowy.

## Historia

### Rozwój i premiera w USA
We wrześniu 2011 WWE oficjalnie ogłosiło plany stworzenia WWE Network w 2012 jako płatnej telewizji. WWE rozpoczęło prowadzić ankiety pytając ludzi o to, czy płaciliby za WWE Network, jeśli byłby to płatna telewizja. W mailach rozesłanych przez WWE do fanów, federacja zapytała ich o zdanie na temat nadawania gal pay-per-view subskrybentom bez dodatkowej opłaty. W ankiecie pojawiły się również pytania o emitowanie Raw i SmackDown, a także programów z World Championship Wrestling (WCW), Extreme Championship Wrestling (ECW), National Wrestling Alliance (NWA), XFL, Smoky Mountain Wrestling (SMW), American Wrestling Association (AWA) i filmów wyprodukowanych przez WWE. Oryginalne programy WWE również znalazły się w ankiecie.
W rezultacie z ankiety online WrestleMania Rewind zostało wybrane jako nazwa nowego show na WWE Network 17 października 2011. Oryginalną datą rozpoczęcia usługi był 1 kwietnia 2012, co miało zbiegać się z datą WrestleManii XXVIII; na oficjalnej stronie WWE ukazało się odliczenie kończące się 1 kwietnia, lecz szybko zostało usunięte i Network nie zostało uruchomione od tej daty. Szef do spraw marketingu WWE, Michelle Wilson, rozwiała wątpliwości na temat przyszłości WWE Network, mówiąc „There will be a WWE network in some shape or form. We are in late-stage negotiations with distributors” i potwierdzając, że WWE Legends' House zacznie być kręcone. W kwietniu 2013 WWE zmieniło plany i zaczęło celować w wypuszczenie produktu jako płatnej telewizji z potencjalną ceną 15 dolarów za miesiąc.
Na Old School Raw w styczniu 2014 WWE zaczęło pokazywać zajawki promocyjne odnośnie do ogłoszenia 8 stycznia w Wynn Hotel w Las Vegas. Później zostało potwierdzone, że będzie miało to związek z WWE Network. 8 stycznia na Consumer Electronics Show, WWE ukazało wszechstronny plan, na którym można było zobaczyć oficjalną datę uruchomienia usługi, 24 lutego 2014, w Stanach Zjednoczonych. WWE Classics on Demand zostało zamknięte 31 stycznia 2014 na rzecz WWE Network. Darmowy okres próbny został zaoferowany przez pierwszy tydzień istnienia usługi. Logo używane przez WWE Network stało się głównym logiem korporacji w styczniu 2014.
W kwietniu 2014 przed WrestleManią XXX, Network zostało bardzo pozytywnie przyjęte, wraz z New York Times piszącym „WWE had positioned themselves on the cutting edge of Internet television”. Później tego miesiąca, federacja ogłosiła, że Network zostało wykupione 667 000 razy, spodziewając się rezultatu miliona wykupień. Kiedy to akcje WWE spadły o 50% następnego miesiąca, Forbes opisało słaby wynik subskrypcji jako „dodatkowy problem” dla inwestorów po zaprzestaniu współpracy WWE z NBCUniversal. WWE zaoferowało drugi miesiąc korzystania z usługi za darmo dla nowych użytkowników, który zaczął się 7 lipca, mając nadzieję na zdobycie nowych subskrybentów. Drugi raport wypuszczony pod koniec lutego zawierał informację, że Network pobiło ilość 700 000 subskrybentów. Celem WWE zostało uzbieranie miliona subskrybentów do końca 2014 roku.

### Ekspansja
31 lipca 2014 federacja ogłosiła 10-letnią współpracę z Rogers Media, które miało dystrybuować WWE Network jako telewizję premium w Kanadzie. Również tego dnia zostało ogłoszone, że WWE Network zostanie uruchomione w Australii, Nowej Zelandii, Hongkongu, Singapurze, Meksyku, Hiszpanii i krajach nordyckich, a 12 sierpnia we Włoszech, krajach arabskich, Niemczech, Japonii, Indiach, Chinach, Tajlandii i Malezji, a dla kolejnych krajów w następnych datach. 30 października 2014, w celu zwiększenia liczby subskrypcji z ogłoszonych 731 000, opcja wymogu 6-miesięcznej subskrypcji została usunięta, pozwalając tym samym wycofanie subskrypcji w dowolnym momencie. WWE oryginalnie planowało wystartowanie Networku w Wielkiej Brytanii 1 października, lecz zostało to przesunięte na przyszły miesiąc. Uruchomienie zostało potwierdzone na godzinę 20:00 3 listopada; Jednakże, 20 minut przed uruchomieniem, WWE ogłosiło, że ponownie przesuną przesuną premierę na nieznany termin. Vince McMahon publicznie przeprosił za opóźnienia. 4 stycznia 2015 zostało ogłoszone, że WWE Network zostanie wypuszczone w Wielkiej Brytanii i Irlandii 19 stycznia 2015 za cenę kolejno 9.99 i 12.99 funtów, choć niektórym klientom udało się zarejestrować już 13 stycznia.
27 stycznia 2015 WWE ogłosiło, że WWE Network uzbierało milion subskrybentów, gdzie Vince McMahon powiedział, że WWE będzie dalej skupiało się na dawaniu fanom usługi za odpowiednią cenę, dodając nowe funkcje i filmy w nadchodzącym roku. 12 lutego 2015 WWE ogłosiło pięcioletnią współpracę z dostawcą telewizyjnym OSN, który miał zapewnić WWE Network w Bliskim Wschodzie i Północnej Afryce jako kanał premium. 31 marca 2019 roku wszystkie kanały OSN Sports zostały zamknięte, a treści WWE przestały być nadawane w usługach OSN. Rok później WWE ogłosiło, że zawartość sieci będzie dostępna w regionie MENA bezpośrednio za pośrednictwem usług WWE, bez udziału regionalnego dostawcy telewizji ani usługi przesyłania strumieniowego. Obecnie i od 23 marca 2022 roku Shahid posiada wyłączne prawa do treści sieciowych w regionie.
30 lipca 2015 WWE ujawniło nową liczbę subskrybentów, która wynosiła 1,156 miliona. Zostało to ogłoszone jako część reportów finansowych WWE za drugi kwartał roku, przez co cena ich akcji wzrosła do około 20 dolarów, podczas gdy dzień wcześniej wynosiła 16.48. Liczba 1,156 miliona płacących subskrybentów okazała się 13-procentowym spadkiem z 1,315-milionową ilością z pierwszego kwartału 2015. WWE również ujawniło, wraz z darmowymi subskrybentami (korzystającymi z darmowego miesiąca), że posiadali 1.227 miliona użytkowników Networku na sam koniec drugiego kwartału, a przez cały żywot Networku posiadali ponad 2 miliony unikatowych subskrybentów.
WWE Network wystartowało w Indiach 2 listopada 2015. 19 listopada pojawił się report od Park Associates, że WWE Network stało się jednym z pięciu największych serwisów filmów na żądanie, będąc w tyle jedynie za MLB.tv w kategorii sportowej. WWE ogłosiło, że Network wystartuje w Niemczech, Szwajcarii, Austrii i Japonii 5 stycznia 2016.

### Przejście na Endeavor i przeprojektowanie
W styczniu 2019 roku WWE Network podpisało kontrakt z Endeavor Streaming, aby zastąpić BAMTech jako partnera operacyjnego. Decyzja WWE była motywowana przejęciem BAMTech przez Disney. Współprezes George Barrios wyraził obawy dotyczące wpływu sprzedaży na relacje BAMTech z partnerami zewnętrznymi, podczas gdy WWE starało się również uzyskać większą kontrolę nad usługą i jej operacjami, zamierzając współpracować z innym dostawcą lub przejąć usługę całkowicie we własnym zakresie. Firma zdecydowała się na współpracę z Endeavor Streaming (utworzona głównie z aktywów NeuLion) w celu świadczenia usług infrastrukturalnych i rozliczeniowych oraz Massive Interactive w celu opracowania nowych aplikacji front-endowych i mobilnych.
Nowa platforma WWE Network została uruchomiona w lipcu 2019 roku, przed SummerSlam. Obejmuje ulepszony interfejs użytkownika, obsługę strumieni 1080p, nowe narzędzia do przeglądania (takie jak nowy interfejs „Superstars” do filtrowania treści według wykonawców) oraz plany dodania w przyszłości funkcji pobierania do przeglądania offline. Wraz z przejściem, zakończono wsparcie na konsole PlayStation 3, Xbox 360 i wybrane starsze telewizory Smart TV. W wywiadzie dla The Verge Barrios ujawnił, że istnieją plany zintegrowania istniejącej zawartości wideo WWE.com z platformą WWE Network jako „bezpłatny” poziom (prawdopodobnie obejmujący także podglądy treści premium WWE Network) oraz że WWE rozważał również rozwój poziomu premium z dodatkowymi funkcjami (takimi jak korzyści dla innych operacji WWE).
W marcu 2020 roku, w obliczu wybuchu pandemii COVID-19, aby promować WrestleManię 36, WWE Network udostępniła bezpłatnie przez ograniczony czas wybrane treści premium i archiwa. 1 czerwca 2020 roku WWE Network oficjalnie uruchomiło darmowy poziom obejmujący 15 000 godzin treści, który obejmuje dostęp do wybranych treści, takich jak najnowsze odcinki cotygodniowych programów i oryginalne seriale, takie jak Raw Talk, Monday Night War i Ride Along. Usługa byłaby wolna od reklam i miała przede wszystkim promować cotygodniowe programy i gale pay-per-view.

### Globalne wycofywanie
25 stycznia 2021 roku WWE ogłosiło, że NBCUniversal Television and Streaming nabyło wyłączne prawa do dystrybucji WWE Network w USA i że 18 marca 2021 roku usługa zostanie włączona do należącej do NBCUniversal usługi transmisji strumieniowej Peacock (przed Fastlane i WrestleManią 37). Istniejące i przyszłe treści WWE Network będą hostowane przez markowy kanał w ramach usługi Peacock, z pełną usługą w ramach płatnej warstwy Peacock Premium (która obejmuje szerszą gamę programów telewizyjnych, filmowych i sportowych) oraz wybór treści WWE Network (w tym niektóre oryginalne seriale, takie jak The Bump i Raw Talk oraz odcinki Total Divas i Total Bellas z kanału kablowego NBCUniversal E!) dostępne w ramach bezpłatnej warstwy. WWE zobowiązało się do corocznego tworzenia „podpisowego filmu dokumentalnego” dla tej usługi, począwszy od 2022 roku.
Po okresie przejściowym samo WWE Network zaprzestało działalności w Stanach Zjednoczonych 4 kwietnia 2021 roku. Zbiegając się z wprowadzeniem, Peacock ogłosił plany zaoferowania nowym abonentom Premium czteromiesięcznej promocji za pół ceny. Nie cała zawartość była dostępna w momencie uruchomienia, ponieważ biblioteka usługi była poddawana audytowi pod kątem zgodności ze standardami i praktykami NBCUniversal. WWE oświadczyło, że migracja zawartości zakończy się do sierpnia 2021 roku. Obejmuje to usunięcie scen/walk zawierających treści nieodpowiednie w świetle obecnych standardów, czego najbardziej znanym przykładem jest walka na WrestleManii VI, w którym Roddy Piper pomalował połowę swojego ciała na czarno, zanim zmierzył się z afroamerykańskim przeciwnikiem Bad News Brownem.
Ta umowa początkowo nie miała wpływu na usługę WWE Network poza Stanami Zjednoczonymi, która nadal była sprzedawana jako samodzielna oferta za pośrednictwem WWE lub jej lokalnych partnerów. Jednak w 2022 roku WWE zaczęło zawierać dodatkowe umowy w sprawie połączenia WWE Network z usługami przesyłania strumieniowego na innych terytoriach, w tym Disney+ Hotstar w Indonezji, Binge w Australii (jako przedłużenie istniejącej umowy WWE dotyczącej praw medialnych w Australii z Foxtel, w ramach którego do swoich usług dodano także liniowy kanał WWE prowadzony przez Foxtel), Disney+ na Filipinach i Abema w Japonii.
23 stycznia 2024 roku WWE ogłosiło zawarcie umowy z Netflixem na posiadanie praw do Raw na całym świecie oraz praw do Raw, SmackDown, NXT, filmów dokumentalnych i gal pay-per-view poza Stanami Zjednoczonymi, począwszy od stycznia 2025 roku. Zaraz po ogłoszeniu przyszłość WWE Network pozostała niejasna, chociaż spekulowano, że usługa miała zostać wycofana, ponieważ została już przeniesiona do innych serwisów streamingowych w innych regionach.
22 listopada wysłano e-mail do ich subskrybentów z potwierdzeniem, że usługa nie będzie już dostępna w niektórych obszarach od 1 stycznia 2025 roku. Najpierw wysłano go do Wielkiej Brytanii, a zmiana ta dotyczy również innych terytoriów poza Stanami Zjednoczonymi, chociaż lista nie została opublikowana w tym oświadczeniu. Następnie poinformowano, że WWE Network pozostanie aktywna na niewielkiej liczbie rynków międzynarodowych, na których Netflix nie może jeszcze przejąć praw z powodu sprzecznych umów, a w rzeczywistości została ponownie uruchomiona jako samodzielna usługa na Filipinach po wygaśnięciu umowy WWE w regionie z Disney+.
W dniu 21 grudnia 2024 roku WWE wyjaśniło, że WWE Network pozostanie aktywna jako samodzielna usługa do 2025 roku we Francji, Belgii, Niemczech, Austrii, Szwajcarii, Włoszech, Filipinach i Kambodży, podczas gdy jej zawartość pozostanie dostępna w kilku innych krajach za pośrednictwem lokalnych usług partnerskich. Netflix osobno odnotował kraje, w których zacznie oferować treści WWE w styczniu 2025 roku i powiedział, że dodatkowe kraje zostaną dodane do umowy w 2026 roku i później.

## Dostępność
Dostępny
     Niedostępny
     Brak informacji

Dostępność do WWE Network globalnie
Dostępny
Niedostępny
Brak informacji

WWE Network jest obecnie dostępny w 186 ze 193 państw członkowskich Organizacji Narodów Zjednoczonych (w tym we wszystkich 27 krajach Unii Europejskiej) i dwóch państwach obserwatorach, takich jak Watykan i Państwo Palestyna. Jest również dystrybuowany w sześciu krajach spoza ONZ: Republice Chińskiej (Tajwanie), Wyspach Cooka, Kosowie, Niue, Cyprze Północnym i Saharze Zachodniej objętej roszczeniami SADR.
Pod koniec 2017 roku do listy niedostępnych krajów dodano Liechtenstein i Chińską Republikę Ludową, jednak WWE Network jest nadal dostępne w specjalnych regionach administracyjnych ChRL, Hongkongu i Makau, a także kontrolowanych przez Republikę Chińską Tajwanie i Fujianie. Od stycznia 2021 roku WWE Network jest dostępna w Indiach jako dodatkowa subskrypcja za pośrednictwem usługi przesyłania strumieniowego SonyLIV.
W grudniu 2019 roku WWE odnowiło swoje umowy w Afryce Subsaharyjskiej z SuperSport, dodając kanał pod marką WWE do DStv, na którym znajdują się programy WWE i oryginalne seriale WWE Network.
27 stycznia 2022 roku ogłoszono, że WWE Network będzie dostępne w Disney+ Hotstar w Indonezji bez dodatkowych kosztów dla abonentów, ale zakończyło się w 2024 roku.
W związku z trwającą inwazją rosyjskiego wojska na Ukrainę, WWE ogłosiło 3 marca 2022 roku, że zakończyło stosunki nadawcze z Rosją i zamknęło sieć WWE w tym kraju, zgodnie z globalnymi sankcjami nałożonymi przez Stany Zjednoczone. Usługa WWE Network nie jest również dostępna w kontrolowanych przez Rosję regionach Krymu, Doniecka, Chersonia, Ługańska, Zaporoża, Naddniestrza, Abchazji i Osetii Południowej.
28 września 2022 roku WWE ogłosiło zawarcie porozumienia ze swoim australijskim właścicielem praw Foxtelem, na mocy którego WWE Network zostanie połączone z usługą przesyłania strumieniowego Binge w styczniu 2023 roku, a jej uruchomienie zaplanowano na 23 stycznia 2023 roku. W ramach umowy kanał Foxtel Fox8 będzie nadal nadawał programy WWE, a Foxtel wprowadzi także nowy kanał liniowy pod marką WWE. 20 października 2022 roku ogłoszono, że sieć WWE zostanie przeniesiona do Disney+ na Filipinach po jej uruchomieniu 17 listopada 2022 roku; jednak umowa WWE z Disney+ wygasła dwa lata później, po czym WWE Network została ponownie uruchomiona jako samodzielna usługa.
23 stycznia 2024 roku WWE ogłosiło zawarcie umowy z Netflixem na posiadanie praw do Raw na całym świecie oraz praw do Raw, SmackDown, NXT, filmów dokumentalnych i gal pay-per-view poza Stanami Zjednoczonymi. 21 grudnia 2024 roku WWE i Netflix wyjaśniły, w jaki sposób treści WWE będą dystrybuowane w każdym kraju w 2025 roku i później.
| Kraj/terytorium                                                   | Partner (główne serwisy)         | Data wygaśnięcia       | Źródła        |
| ----------------------------------------------------------------- | -------------------------------- | ---------------------- | ------------- |
| Stany Zjednoczone                                                 | NBCUniversal (Peacock)           | Luty 2026              | [ 73 ]        |
| Austria Belgia Kambodża Francja Niemcy Włochy Filipiny Szwajcaria | Samodzielna dystrybucja          | TBD (2025 lub później) | [ 68 ]        |
| Afryka Subsaharyjska                                              | MultiChoice (SuperSport/Showmax) | TBD (2025 lub później) | [ 68 ]        |
| Karaiby                                                           | Flow (Rush Prime)                | TBD (2025 lub później) | [ 68 ]        |
| Korea Południowa                                                  | Galaxia SM (IB Sports)           | TBD (2025 lub później) | [ 68 ]        |
| Japonia                                                           | Abema                            | TBD (2025 lub później) | [ 62 ] [ 68 ] |
| Większość innych krajów                                           | Netflix                          | Grudzień 2034          | [ 68 ]        |

## Programy na Network

### Oryginalne programy

#### Gale WWE
- Wszystkie gale pay-per-view nadawane na żywo[75].
- Pre-showy wszystkich gal pay-per-view[76].
- Main Event – program ringowy z udziałem talentów z brandów Raw i NXT.

#### Obecne programy WWE
- Breaking News - Pilne wiadomości od WWE.
- Original Specials - Seria ofert specjalnych na WWE Network.
- WWE Collections Spotlight - Pokaz podglądowy oferujący próbki ekskluzywnych kolekcji WWE dostępnych w WWE Network.
- WWE Hidden Gems - Rzadka zawartość z biblioteki wideo WWE. Wcześniej oferowane w sekcji Kolekcje WWE Network, ale przeniesione do sekcji Vault. Niedostępne w wersji Peacock/US.
- This Week in WWE – Cotygodniowe 30-minutowe przypomnienie wydarzeń z minionego tygodnia, prowadzony przez Scotta Stanforda i Megan Morant.
- WWE Raw Talk - Cotygodniowy post-show dla WWE Raw, prowadzony przez Megan Morant i Sama Robertsa.
- WWE 24 – Show, w którym przedstawiane są sceny spoza gal WWE i z życia wrestlerów.
- The Best of WWE - Oto walki, momenty i gwiazdy, dzięki którym WWE stało się światowym liderem w dziedzinie rozrywki sportowej.

#### Byłe programy WWE
- WWE Ride Along - program podążający za osobistościami WWE, które jeżdżą od miasta do miasta.
- Table For 3 - Trzy osobistości WWE prezentują swoje ciekawe historie przy obiedzie.
- Marquee Matches - Prezentowane są najważniejsze walki w historii WWE.
- Superstar Picks - Wrestlerzy WWE prezentują w całości swoje ulubione walki.
- Beyond the Ring - Dokumentalne fragmenty wcześniej wydanych płyt DVD WWE przedstawiających różnych wykonawców, organizacje i historie.
- WWE Talking Smack - program po gali SmackDown prowadzony przez Renee Young i kilku gościnnych gospodarzy. Pierwotnie program był cotygodniowym post-show dla SmackDown Live i był prowadzony przez Young i Shane’a McMahona lub Daniela Bryana lub Johna "Bradshawa" Layfielda.
- WWE 365 – Serial dokumentalny będący podsumowaniem roku w karierze talentu WWE.
- WWE Chronicle - Seria dokumentalna przedstawiająca osobowość WWE i jej podróż poprzez osobiste wywiady i szczere chwile. Emitowany także na YouTube.
- Music Power 10 - Comiesięczne Top 10 odnośnie do muzyk WWE.
- Watch Along - Pat McAfee przeprowadza wywiady z gośćmi podczas oglądania różnych programów pay-per-view.
- WWE Photo Shoot - Program, w którym obecni i byli pracownicy WWE zasiadają, aby wyjaśnić historie stojące za zdjęciami ich karier i życia. Emitowany także na YouTube.
- The Day Of - Serial dokumentalny ukazujący wgląd w życie gwiazd WWE przygotowujących się psychicznie i fizycznie do najważniejszych walk. Emitowany także na YouTube.
- Steve Austin’s Broken Skull Sessions - Stone Cold Steve Austin przeprowadza wywiady z gwiazdami i legendami WWE.
- Break It Down - Historie niektórych z największych walki i momentów w historii WWE omawiane są przez supergwiazdy i legendy, które je przeżyły.
- Ruthless Aggression - Dokument WWE Ruthless Aggression rozpoczyna się w miejscu, w którym zakończyła się seria Monday Night War emitowana przez WWE Network, szczegółowo opisując lata, które nastąpiły po erze Attitude, po tym jak WWE wchłonęło swojego ówczesnego głównego rywala, WCW.
- Notsam Wrestling - Sam Roberts przeprowadza wywiady z gwiazdami i legendami WWE.
- WWE Icons - Seria dokumentalna, która ma obejmować wiele czołowych legend i członków Galerii Sław.
- WWE Evil - Seria dokumentalna przedstawiająca umysły najbardziej diabolicznych antagonistów w historii WWE i ich wpływ na kulturę głównego nurtu. (wyłącznie w wersji Peacock/USA)
- First Look - Pierwsze spojrzenie na nadchodzące wydania WWE Home Video.
- Holy Foley! - Reality show z Mickiem Foleyem i jego rodziną w rolach głównych.
- Jerry Springer Too Hot for TV - Jerry Springer jest gospodarzem tego spojrzenia wstecz na niektóre z najbardziej oburzających i zawstydzających momentów WWE.
- Unfiltered with Renee Young - Program wywiadów prowadzony przez Renee Young. Omawiane tematy obejmują kariery i historie wrestlerów WWE, muzykę i filmy.
- Legends’ House - Serial telewizyjny typu reality show z udziałem kilku emerytowanych pracowników.
- The Monday Night War: WWE vs. WCW – Seria o tzw. Monday Night Wars pomiędzy WWE i WCW[75].
- WWE Slam City – Animowana seria przedstawiająca obecne talenty WWE, bazowana na serii zabawek Mattel o tej samej nazwie.
- The WWE List - Interaktywna seria, w której WWE Universe tworzy najbardziej unikalne rankingi w historii WWE.
- WWE WrestleMania Rewind – Pierwsze show nazwane jako część networku; retrospektywne spojrzenie na niezapomniane momenty WrestleManii[9][75].
- WWE Countdown – Top 10 o różnych rzeczach związanych z WWE, które jest bazowane na ankietach kierowanych do fanów[75].
- WWE Rivalries – Dokumentacyjne show przedstawiające rywalizacje w WWE.
- Tough Talk - Show emitowane po Tough Enough hostowany przez Byrona Saxtona.
- Legends with JBL - Wywiady z gwiazdami przeprowadzane przez Johna „Bradshaw” Layfielda.
- WWE Culture Shock – Corey Graves prezentuje różne miejsca, muzyki, jedzenie i ludzi podróżujących z WWE po świecie.
- Breaking Ground - Seria, w której kamery zaglądają do WWE Performance Center, w którym wrestlerzy stają się przyszłymi gwiazdami WWE.
- Live! with Chris Jericho - Podcast wywiadowy prowadzony przez Chrisa Jericho.
- Swerved - Show z żartami z ukrytą kamerą prowadzony przez Jeffa Tremaine’a.
- Cruiserweight Classic - Trzydziestu dwóch Cruiserweightów, którzy wystąpili w turnieju i miano najlepszego Cruiserweighta na świecie.
- Bring It to the Table - Gospodarzem jest Peter Rosenberg, a Corey Graves i John „Bradshaw” Layfield debatują na kontrowersyjne tematy.
- Superstar Ink – Corey Graves rozmawia z wrestlerami o historiach związanymi ze swoimi tatuażami.
- Straight to the Source – Program wywiadów prowadzony przez Coreya Gravesa.
- Something Else to Wrestle with Bruce Prichard – Program wywiadów prowadzony przez Bruce’a Pricharda i Conrada Thompsona.
- Elias: Unplugged
- Then and Now
- My Son/Daughter is a WWE Superstar
- Game Night
- Where Are They Now
- WWE NXT – Godzinny program na ringu prezentujący brand rozwojowy NXT, w tym okresowe specjalne odcinki na żywo[75]. Pierwsze edycje NXT zostały przeniesione do USA Network w rozszerzonym formacie na żywo we wrześniu 2019 roku.
- The Edge and Christian Show - Komediowa seria, w której występowali Edge i Christian.
- Camp WWE - animowana komedia wraz z Sethem Greenem[77].
- Southpaw Regional Wrestling - Miniserial oparty na fikcyjnej promocji wrestlingu z południa, którego akcja rozgrywa się w 1987 roku. Był emitowany także na YouTube.
- Undertaker: The Last Ride - Bezprecedensowe wydarzenie w ramach limitowanej serii, będące kroniką trzech lat kariery The Phenoma.
- 205 Live - 30-minutowy (wcześniej 45-60 minut) program na ringu prezentujący brand WWE w wadze cruiser o tej samej nazwie.
- Mixed Match Challenge - Sezonowy turniej obejmujący mieszane walki tag teamowe. Odcinki były emitowane z dwudniowym opóźnieniem (oryginalna transmisja była emitowana na Facebooku Watch).
- Mae Young Classic - Sezonowy turniej, w którym biorą udział trzydzieści dwie wrestlerki.
- NXT UK - Godzinny program na ringu prezentujący brand rozwojowy NXT UK.
- WWE’s The Bump - Prowadzący Megan Morant, Sam Roberts i Ryan Pappolla przeprowadzają wywiady z gwiazdami i legendami WWE, którzy dzielą się swoimi historiami i odpowiadają na pytania widzów.
- NXT Level Up – program ringowy z udziałem talentów z brandu rozwojowego NXT.
- SmackDown LowDown - Cotygodniowy post-show dla WWE SmackDown, prowadzony przez Scotta Stanforda i Megan Morant.
- WWE's The Ultimate Show - WWE organizuje fantastyczne walki marzeń, w których biorą udział legendy WWE i współczesne gwiazdy.
- This is Awesome - Seria retrospektywna, która celebruje niesamowite momenty w WWE. Gospodarzem był Greg Miller. (Wyłącznie Peacock/USA)

### Kolekcje
WWE Network oferowała wcześniej „WWE Collections”, czyli pakiety wideo z zapadającymi w pamięć postaciami i fabułami. W lipcu 2019 WWE zaktualizowało sieć, a następnie usunęło wszystkie kolekcje.
- AJ Styles: Beyond Phenomenal
- Alexa Bliss: Five Feet Of Fury
- Andre the Giant
- Asuka: The Undefeated Empress
- Attitude Era: Stone Cold
- Batista Unleashed
- Becoming The Rock
- Becky Lynch: Straight Fire
- Best of Stone Cold vs. Mr. McMahon Part I
- Best of Stone Cold vs. Mr. McMahon Part II
- Best of Stone Cold vs. Mr. McMahon Part III
- Bobby "The Brain" Heenan
- Bret vs Shawn: The Rivalry
- Curt Hawkins: Nothing To Lose
- Daniel Bryan's Greatest Moments
- Destruction of the Shield
- Dusty Rhodes: The American Dream
- DX: Are You Ready?
- Eddie Guerrero: Viva La Raza!
- Edge: You Think You Know Me?
- Finn Balor: Worldwide Sensation
- Goldberg: Who's Next?
- Hall of Fame: Class of 2018
- Hell in a Cell
- Jeff Jarrett: Ain't He Great
- Jim "The Anvil" Neidhart
- King Booker: All Hail!
- Kurt Angle: It's True, It's True
- Lesnar: The Road To The Undisputed Title
- Ladder Match: Reaching For Glory
- The Legacy of Shane McMahon
- Mean Gene Okerlund
- Mickie James: Crazy Sweetheart
- Million Dollar Man: Priceless
- Miz: The A-Lister
- Money in the Bank
- New to WWE Network (zmieniane regularnie)
- New Classic Content (zmieniane miesięcznie)
- The New Day: Feel The Positivity
- Nikolai Volkoff
- nWo: For Life
- Patterson 'N Brisco: The Stooges
- Piper's Pit: Born to Controversy
- Randy Savage: Cream of the Crop
- Raw 25: 100–76
- Raw 25: 75–51
- Raw 25: 50–26
- Raw 25: 25–01
- Razor Ramon: Oozing Machismo
- Rey Mysterio: Biggest Little Man
- Ric Flair: Forever The Man
- Ric Flair: Stylin' and Profilin
- Rusev: Happy Rusev Day
- Sami Zayn: Never Be The Same
- Sammartino: The Legend Lives
- Sasha Banks: The Legit Boss
- Shawn Michaels: Heartbreak Kid
- Shawn Michaels: Mr. Wrestlemania
- Shinsuke Nakamura: The Rock Star
- Stephanie McMahon: All Business
- Sting: The Icon Defined
- The Bar: Sheamus and Cesaro
- The Brothers of Destruction
- The Collection of Jericho
- The Four Horsewomen of NXT
- The Godfather: All Aboard
- The Hardys: Team Xtreme
- The Man They Call Vader
- The NXT Takeover Collection
- The Rise of John Cena
- The Royal Rumble Match
- The Undertaker vs Triple H Collection
- The WarGames Collection
- Three Faces of Foley
- TLC Tag Teams
- Tribute to the Troops
- Trish and Lita: Evolutionary
- Trish Stratus: Stay Stratusfied
- Undertaker: Dawn Of The Deadman
- Women's Evolution
- WWE Match of the Year 2017
- WWE Match of the Year 2018
- WrestleMania Monday
- Wrestlemania Theater
- Chyna: Ninth Wonder of the World
- Best of Swerved Season One
- The Canadian Collection
- Dolph Ziggler vs. The Miz (usunięte w grudniu 2017)
- Hall of Fame: Class of 2017
- WrestleMania Show Stealers
- Subscriber's Choice (zmieniane kwartalnie, usunięte we wrześniu 2017)
- George 'The Animal' Steele (usunięte w październiku 2017)
- The Incomparable Mr. Fuji (usunięte w październiku 2017)
- Jimmy Snuka: The Superfly (usunięte w październiku 2017)
- The Cruiserweight Anthology (usunięte w grudniu 2017)
- Gravest Matches Ever (usunięte w grudniu 2017)
- Randy Orton: Apex Predator (usunięte w grudniu 2017)
- ECW Barely Legal Revisited (usunięte w styczniu 2018)
- Colorful Characters (usunięte w lutym 2018)
- Greatest Matches Ever (usunięte w lutym 2018)
- Celebrating Black History (usunięte w marcu 2018)
- WWE Flashback Friday (zmieniane tygodniowo, usunięte w maju 2018)
- Best of WWE Network (usunięte w marcu 2019)
- WWE Shorts (usunięte w marcu 2019)
- WWE Hidden Gems (przeniesione do sekcji Vault)

### Powtórkowy/archiwalny programing
Oprócz poprzednich edycji wymienionych powyżej programów oryginalnych, w sieci dostępnych jest wiele innych, emitowanych wcześniej wydarzeń.
Chociaż amerykański system oceny wytycznych dla rodziców ocenia większość cotygodniowych programów telewizyjnych WWE TV-PG, sieć WWE nadaje szerszy zakres treści. Dostępna jest blokada kontroli rodzicielskiej, a treści z ocenami TV-14 i TV-MA są poprzedzone ostrzeżeniem doradczym. W sieci emitowany jest materiał filmowy z udziałem Chrisa Benoit; oznacza to pierwszą poważną emisję materiału filmowego Benoit lub nawet wzmiankę o Benoicie w tym materiale od czasu jego podwójnego samobójstwa w 2007 roku. Jednak odcinek Raw poświęcony Benoitowi zostaje zastąpiony odcinkiem wyemitowanym na całym świecie, będącym podsumowaniem walk o mistrzostwo. Ponadto Vengeance: Night of Champions z 2007 roku usuwa wszelkie odniesienia do Benoita podczas walki o ECW World Championship. Over the Edge 1999, słynący ze śmierci Owena Harta na gali, również jest dostępny po raz pierwszy od pierwotnej daty emisji; jednakże niektóre fragmenty wydarzenia zostały zredagowane ze względu na szacunek dla rodziny Hartów. Walki komentowane z Jessem Venturą na podstawie komentarza, który wcześniej został zdubbingowany w związku z pozwem z 1991 roku, są dostępne z oryginalnym komentarzem.
Chociaż sieć promowała emisje na żądanie jako nieedytowane, niektóre przypadki przekleństw, gestów i wszelkiej nagości są cenzurowane. Wiele programów było digitalizowanych dla WWE 24 godziny na dobę, 7 dni w tygodniu przed ugodą w 2012 roku z World Wide Fund for Nature, w związku z czym logo „WWF” i „WWF Scratch” są w niektórych przypadkach cenzurowane. Część oryginalnej muzyki została zdubbingowana alternatywnymi utworami, takimi jak oryginalna muzyka wprowadzająca do Main Eventu Saturday Night (odcinki maj 1985 - styczeń 1988), która pierwotnie odtwarzała „Obsession” zespołu Animotion.
W momencie premiery wszystkie walki New Jacka z wyjątkiem jednej zostały usunięte z ECW w systemie pay-per-view, podobnie jak jego niespodziewany powrót na Heat Wave 1998 z powodu połączenia problemów z prawami muzycznymi do jego muzyki wejściowej i niemożności usunięcia muzyki bez utratę oryginalnego dźwięku komentarza. Usunięte walki zostały ostatecznie przywrócone z zastępczą muzyką i nowo nagranym komentarzem Joeya Stylesa. Kilka transmisji pay-per-view to kopie ich skróconych domowych wydań wideo, a nie wersje na żywo, dlatego brakuje w nich walk.
Zawartość archiwalna w wersji WWE Network hostowanej przez Peacock jest dalej edytowana pod kątem zawartości przez NBCUniversal. Po premierze dwa programy pay-per-view zostały zredagowane w celu usunięcia treści niewrażliwych na rasę; WrestleMania VI została zredagowana w celu usunięcia walki pomiędzy Roddym Piperem i Bad News Brownem, w którym Piper pomalował połowę jego ciała na czarno, a Survivor Series 2005 została zredagowana w celu usunięcia fragmentu za kulisami, w którym Vince McMahon użył rasistowskiej obelgi przed Bookerem T i Johnem Ceną.

#### Pay-per-view
Prawie każda gala WWF/WWE, JCP/WCW i ECW w systemie pay-per-view (PPV), jaka kiedykolwiek wyprodukowana, jest dostępna do transmisji strumieniowej na żądanie. Chociaż WWE promuje tę selekcję jako każda gala pay-per-view, jaka kiedykolwiek powstała, kilka gal PPV nie zostało jeszcze udostępnionych. Obejmuje to głównie gale zagraniczne, takie jak Millennium Final, Collision in Korea i Japan Supershows od WCW oraz zagraniczne ECW/FMW Supershows od ECW, jednak obejmuje również pewne gale organizowane w kraju, takie jak Nitro Girls Swimsuit Calendar Special i When Worlds Collide od WCW oraz No Holds Barred: The Match/The Movie od WWF.
Ponadto sekcja pay-per-view zawiera kilka gal, które nie były emitowane w systemie pay-per-view, takie jak gale WWE Royal Rumble 1988 i Global Warning Tour: Melbourne. Wiele superkart ECW jest również wymienionych jako pay-per-view, mimo że tak naprawdę nigdy tam nie były emitowane.

#### WWF/WWE home video
WWE Network oferuje filmy pod nagłówkiem "Home Video Classics", który zawiera różne wcześniejsze domowe wydania wideo, które zostały pierwotnie wydane przez Coliseum Video.
- Andre The Giant
- Bashed in the USA
- Battle Royal at the Albert Hall
- Big, Small, Strange, Strong
- Big Daddy Cool Diesel
- Bloopers, Bleeps, and Bodyslams
- Brains Behind the Brawn
- Bret Hart: Greatest Matches
- Bret "The Hitman" Hart
- British Bulldog Davey Boy Smith
- The British Bulldogs
- Bruno Sammartino: Living Legend
- Brutus The Barber Beefcake
- Crunch Classic
- Demolition
- Euro Rampage '92
- Funniest Moments
- George 'The Animal' Steele
- German Fan Favorites
- Global Warfare
- Global Warning Tour: Melbourne
- Grand Slams
- Greatest Hits
- Grudge Match '86
- 'Hacksaw' Jim Duggan
- The Hart Foundation
- Hottest Matches
- Hulk Hogan: Real American
- The Hulkster Hulk Hogan
- Inside the Steel Cage
- Invasion '92
- Invasion of the Bodyslammers
- Jake The Snake Roberts
- The Ken Patera Story
- Life and Times: Capt. Lou Albano
- Macho Madness
- Macho Man and Elizabeth
- Mega Matches
- Most Embarrassing Moments
- Paul Bearer Hits From the Crypt
- Rampage '91
- Rampage '92
- Razor Ramon
- Ricky "The Dragon" Steamboat
- Roddy Pipers Greatest Hits
- Smack'Em Whack'Em
- Shawn Michaels
- Sunny
- SuperTape '92
- SuperTape II
- SuperTape III
- SuperTape IV
- SuperTape
- UK Fan Favorites 1993
- UK Rampage '93
- The Ultimate Warrior 1989
- The Ultimate Warrior 1992
- The Undertaker Buries Them Alive
- The Undertaker The Face of Fear
- Unusual Matches
- Villains of the Squared Circle
- World Tour '90
- World Tour '91
- World Tour '92
- WrestleFest '90
- WrestleFest '91
- WrestleFest '92
- WrestleFest '93
- Wrestling Superheroes
- Wrestling Tough Guys
- Wrestling's Greatest Champions

#### Programing WWWF/WWF/WWE
- Powtórki Raw i SmackDown, które zostały wyemitowane przynajmniej 31 dni od czasu pierwszej transmisji (które są dalej transmitowane ekskluzywnie w telewizji)[80].
- Powtórki NXT, które zostały wyemitowane przynajmniej 24 godziny od czasu pierwszej transmisji (które są dalej transmitowane ekskluzywnie w telewizji).
- Powtórki NXT UK
- Powtórki Main Event, które zostały wyemitowane przynajmniej 16 dni od czasu pierwszej transmisji.
- Każdy odcinek Tribute to the Troops
- Każda ceremonia wprowadzenia do WWE Hall of Fame (klipy od 1994 do 1996, pełne wydarzenie od 2004 do chwili obecnej)
- Każdy odcinek Mixed Match Challenge
- Każdy odcinek Saturday Night’s Main Event
- Wybrane odcinki Tuesday Night Titans z wyjątkiem odcinka 31
- Każdy odcinek ECW
- Każdy odcinek Legends of Wrestling
- Wybrane odcinki Championship Wrestling z 1980
- Wybrane odcinki WWE Superstars od 2014 do 2016
- Wybrane odcinki WWF Superstars od 1992 do 1996
- Wybrane odcinki Wrestling Challenge od 1986 do 1987
- Wybrane odcinki Prime Time Wrestling z lat 1986, 1990–1992; wszystko od 1987 do 1989
- Wybrane odcinki Old School, archiwalne house showy, zazwyczaj z Madison Square Garden i Boston Garden z lat 1973, 1975–1988, 1990–1991 i 1997.
- Wybrane odcinki All-Star Wrestling od 1975 do 1982
- Wybrane odcinki Heat od 1998 do 1999 (cały 1998; styczeń – lipiec 1999).
- Wybrane odcinki Confidential, wszystkie z 2002, wybrane od 2003 do 2004.
- Wybrane odcinki Velocity od 2002 do 2004.

#### Programing JCP/WCW
- Wszystkie odcinki Clash of the Champions
- Wszystkie odcinki Monday Nitro
- Wszystkie odcinki Thunder
- Wybrane odcinki Mid-Atlantic Championship Wrestling od 1981 do 1986 (204 odcinki)
- Wybrane odcinki Saturday Night, wszystkie od 1986 do 1988, wybrane z 1985, 1989, 1992–1994

#### Programing ECW
- Wszystkie odcinki Hardcore TV
- Wszystkie odcinki ECW Wrestling

#### Programing innych federacji
- Wybrane odcinki AWA Championship Wrestling z 1983, od 1986 do 1988
- Wybrane odcinki Global Wrestling Federation od 1990 do 1992
- Wybrane odcinki Mid-South Wrestling / Power Pro Wrestling, wszystkie z 1983, wybrane od 1981 do 1982, 1984–1986
- Wybrane odcinki Smoky Mountain Wrestling od 1994
- Wybrane odcinki World Class Championship Wrestling od 1982 do 1988 (339 z 397) ogółem

#### Treści niezwiązane z wrestlingiem
- Każdy odcinek Tough Enough.
- Każdy odcinek sezonów 1-9 programu Total Divas.
- Każdy odcinek sezonów 1-6 programu Total Bellas.
- Każdy odcinek sezonów 1-3 programu Miz & Mrs.
- Wybrana zawartość z biblioteki E!

Dodatkowy content z biblioteki WWE, która zawiera ponad 100 000 godzin programów, z której codziennie dodawane są kolejne programy.

### Treści o wrestlingu z federacji niezależnych
- Evolve (promocja przejęta przez WWE w 2020, dostępne wybrane wydarzenia)
- Progress Wrestling (2020–2023, dostępne były wybrane wydarzenia)
- Insane Championship Wrestling (2020–2023):
  - Fight Club (wybrane odcinki z 2018 i odcinki premierowe od listopada 2020 do 2023)
  - Wybrane ważne gale, takie jak Shug's Hoose Party 5 i Fear and Loathing XI, przy czym ważne wydarzenia po pandemii będą miały miejsce od Fear and Loathing XII do gal Insane Championship Wrestling w 2023

- Westside Xtreme Wrestling (2020–obecnie)
  - Shotgun 2020 (odcinki sezonu 2)
  - We Love Wrestling (odcinki opóźnione w stosunku do oryginalnych wydań wXwNOW)
  - Wybrane wydarzenia marquee (wydarzenia opóźnione w stosunku do oryginalnych wydań wXwNOW)

### Usunięta zawartość
- Hulk Hogan's Rock 'n' Wrestling (usunięte po upublicznieniu kontrowersyjnych wypowiedzi Hogana na tle rasistowskim).
- Stampede Wrestling (usunięte po sporze o prawa z Bretem Hartem).
- As Seen on YouTube – najlepsza zawartość YouTube WWE.
- WWE Quick Hits – comiesięczny program z dodatkowymi krótkimi klipami z różnych DVD i występów WWE Network.

## Wpływ na przemysł PPV
W wywiadzie z magazynem Time, Michelle D. Wilson, szefowa marketingu w WWE, ukazała ich powód wycofywania się ze współpracy ze spółkami telewizyjnymi, oferując jedynie WWE Network w internecie: „Digital over-the-top offerings represent the future, and given that our passionate fans consume five times more online video content than non-WWE viewers and over-index for purchasing online subscriptions such as Netflix and Hulu Plus, we believe the time is now for a WWE Network”.
W odpowiedzi na ogłoszenie, DirecTV wypowiedziało się mówiąc, że ponownie ocenią czy warto emitować gale pay-per-view WWE. Ponieważ te gale są również transmitowane na WWE Network, mogłyby obniżyć liczbę wykupień pay-per-view. Jednakże, Vince McMahon zasugerował, że operatorzy telewizyjni powinni zadecydować czy chcą posiadać gale pay-per-view WWE, biorąc pod uwagę, że dostawcy otrzymują część pieniędzy z kupna, ponosząc minimalny koszt (z wyjątkiem opłat za akcje WWE) przy tworzeniu gali: „It's found money for them.”. DirecTV potem postanowiło zrezygnować z emitowania gal PPV. W odpowiedzi, WWE powiedziało „Yes, DIRECTV has decided to stop offering our PPV's residentially and commercially. The only other option would be to work through the local cable provider.”.
19 lutego 2014, Dish Network poinformowało, że rozpoczną emitować gale pay-per-view WWE, zaczynając od Elimination Chamber. Jednakże, Dish Network później wypowiedziało się, że „Dish will not offer the ‘WWE Elimination Chamber’ PPV on 2/23. WWE is not willing to adjust their PPV costs to satellite and cable companies, which is unfair to their customers. We need to re-focus our efforts to support partners that better serve Dish customers”. Dish później zdecydowało się wyemitować WrestleManię XXX, lecz od tamtej pory nie wyemitowało żadnej kolejnej innej gali PPV.

## Reklamowanie
W październiku 2014, zostało ogłoszone, że Mattel, Kmart i Pepsi zaczną reklamować Network zaczynając od 13 października. Wilson powiedziała, że pomimo iż żadne reklamy nie pojawią się podczas programów, 30-sekundowe reklamy pojawią się pomiędzy programami, oraz 15 lub 30-sekundowa reklama pojawi się przed co czwartym streamem w video na żądanie.